# Тихоплав, Таисия Фёдоровна
Таисия Федоровна Тихоплав — советский хозяйственный, государственный и политический деятель.

## Биография
Родилась в 1922 году на хуторе Третья речка Кочеты. Член КПСС.
Окончила УПИ.
Участник Великой Отечественной войны
В 1948—1957 — старший инженер, заведующая металлографической лабораторией, секретарь парткома, заместитель главного металлурга ЧКПЗ.
В 1957—1966 — заместитель заведующего промышленно-транспортным отделом Челябинского обкома КПСС.
В 1966—1974 — первый секретарь Центрального райкома КПСС города Челябинска.
В 1974—1983 — заведующая отделом культуры Челябинского обкома КПСС.
В 1983—2006 — председатель совета ветеранов войны, труда, Вооруженных Сил и правоохранительных органов Центрального района города Челябинска.
Делегат XXIV съезда КПСС.
Умерла в 2006 году в Челябинске.

## Награды
- Орден Октябрьской Революции (1971)
- Орден Отечественной войны II степени (1985)
- Орден Трудового Красного Знамени
- Орден Знак Почёта (1966)
- Орден Почёта (2000)